# Philippe Djian
Pour les articles homonymes, voir Djian.
Philippe Djian est un romancier, nouvelliste, parolier et scénariste français né le 3 juin 1949 à Paris. Il est notamment l'auteur de 37°2 le matin, publié en 1985.

## Biographie
Philippe Djian, aîné de trois garçons, passe une enfance paisible dans une famille de la petite bourgeoisie du 10e arrondissement parisien. Un camarade rencontré au collège, Jérôme Equer, lui fait découvrir la littérature, puis le pousse à l'écriture, d'abord sous forme de carnets, lors de leurs divers voyages. Le premier les mène aux États-Unis, à 18 ans, sur les traces du héros de L'Attrape-cœurs de J.D. Salinger. Ils partent ensuite pour la Colombie, réaliser un reportage pour Paris Match.
Ses premières lectures lui inculquent une certaine idée de l'importance du style : Mort à crédit de Louis-Ferdinand Céline, Tandis que j'agonise de William Faulkner, L'Attrape-cœurs de J.D. Salinger. Sa préférence va à la littérature américaine. « Écrire, c'est mettre de l'harmonie, c'est donner de la cadence au temps, du mouvement à l'espace, du swing à l'ennui. Voilà ce que j'ai appris de Kerouac, une leçon primordiale, essentielle, vitale qui lui a pourtant valu d'être banni de l'intelligentsia. » Son ouvrage Ardoise, publié en 2002, est consacré aux « dix premiers [écrivains] qui ont bouleversé ma vie et m'ont amené à la littérature. » : J. D. Salinger, Louis-Ferdinand Céline, Blaise Cendrars, Jack Kerouac, Herman Melville, Henry Miller, William Faulkner, Ernest Hemingway, Raymond Carver et Richard Brautigan. Il découvre ce dernier à la fin des années 1970, « J'ai commencé par Un privé à Babylone et j'ai reçu un choc. […] C'était une découverte incroyable, je ne pensais pas que l'on pouvait à la fois s'amuser et être sérieux, c'était une poésie qui me touchait beaucoup, une poésie du quotidien. » C'est aussi l'auteur qu'il choisit pour l'épigraphe de son roman 37°2 le matin, en 1985.
Denis Johnson ou Martin Amis sont aussi des auteurs qu'il apprécie, « mais comme je les trouve meilleurs que moi, je préfère les laisser de côté quand je travaille », déclare-il en 2003 au magazine Lire. Plus récemment, en 2010, il indique au journal L'Express : « Aujourd'hui, j'aime beaucoup Jay McInerney […] ou Bret Easton Ellis. American Psycho, c'est quand même très fort. Mais je considère que le plus grand est Philip Roth, celui de Pastorale américaine. » En littérature française, il cite dans ce même entretien les auteurs Patrick Modiano, Jean Echenoz ou Christian Gailly comme auteurs « meilleurs » que lui.
Concernant ses propres ouvrages, « ils ne sont jamais les livres que j’avais envie d’écrire au départ. J’essaye d’écrire le livre que j’ai envie de lire. Mais on change, une fois qu’il est fini. Alors, il ne me contente plus : je suis obligé d’en faire un autre. » Ses livres partent d'une première phrase : « La seule part d'inspiration — et encore — , c'est la première phrase. Cette fameuse première phrase d'où tout découle. » Il n'a jamais écrit à la main, toujours sur une machine à écrire, puis sur ordinateur.
Il rencontre sa future femme à 25 ans, au milieu des années 1970, surnommée Année, qui a alors 16 ans. Elle devient artiste peintre,, et ils ont ensemble plusieurs enfants,.
Il a suivi une école de journalisme, et a travaillé plus d'un an à la relecture d'articles du journal Détective. Il sera également docker au Havre, magasinier chez Gallimard, vendeur, interviewer de Lucette Destouches, la veuve de Céline, pour Le Magazine littéraire en 1969, à l'occasion de la publication posthume de Rigodon. C'est la nuit, dans une petite guérite d'autoroute de la Ferté-Bernard, qu'il rédige ses premières nouvelles, qui paraîtront dans le recueil 50 contre 1 en 1981. « Je crois n'avoir commencé à écrire, n'avoir pris ma vitesse de croisière qu'à partir de Zone érogène (1984). Le grand pas en avant, c'est peut-être lorsque j'ai commencé à écrire à la première personne. » En 1985, il publie 37°2 le matin, « ce qui m'intéressait était de raconter une histoire con, mais de l'écrire bien. » Le roman est adapté l'année suivante au cinéma par Jean-Jacques Beineix. Le succès du film engendre une forte vente de la réédition de l'ouvrage en livre de poche, et lui apporte la popularité.
La même année, 1986, une seconde adaptation d'un de ses romans sort sur les écrans, d'après son premier roman, Bleu comme l'enfer, réalisé par Yves Boisset. Philippe Djian déclare quelques années plus tard, en 1993, dans un entretien, que c'est « un film abominable. » À la même époque, il indique dans un autre entretien au journal Le Figaro : « J’avais envie que John Cassavetes adapte un de mes livres, mais il est mort. J’aime bien Gus Van Sant. S’il en a envie, je lui donne les droits, je ne les lui vends pas. »
Antoine de Caunes, avec qui il est ami depuis alors plusieurs années, lui présente Stephan Eicher à la fin des années 1980. Une profonde amitié se noue entre les deux hommes. Philippe Djian devient son parolier en 1989, pour de nombreuses chansons en français de huit de ses albums, sur une musique composée par Stephan Eicher, dont les succès Déjeuner en paix, Pas d'ami comme toi ou Tu ne me dois rien. « J'essaie d'écrire pour le chanteur tout en tirant un peu la couverture à moi. Je ne me dis jamais : "Qu'est-ce qui convient à Eicher ?" La preuve, il n'arrive pas à prononcer les "r" et il faut souvent que je change mes phrases. » En 2007, il demande à Stephan Eicher de l'accompagner sur scène pour un festival littéraire à Toulouse, ils réitèrent l'expérience en 2009 lors du festival littéraire « Paris en toutes lettres », puis, en septembre 2010, ils commencent tous deux une série de concerts littéraires, jusqu'en 2011. Depuis, ils montent régulièrement sur scène durant divers festivals littéraires. Philippe Djian a également écrit les paroles de Ne reviens pas pour Johnny Hallyday en 2002, sur la musique de Stephan Eicher.
Il déménage souvent, a habité à Boston, à Florence, à Bordeaux ou encore à Lausanne, sur un conseil de Stephan Eicher,, ville où il a habité avec sa famille près de cinq années, à la fin des années 1990.
Doggy Bag, dont le premier opus Saison 1 est sorti en 2005, entame une série littéraire en six saisons (6 livres) inspirée des séries télévisées américaines, qui s'achève en 2008. La Saison 4 reçoit le Prix La Coupole 2007. En 2009, il obtient le Prix Jean-Freustié pour Impardonnables.
Au début des années 2000, il se lance dans la traduction de pièces de théâtre depuis l'anglais vers le français, et re-traduit pour Gallimard deux pièces de Harold Pinter, Le Retour et Le Gardien ; pour cette dernière, il est nommé pour le Molière de l'adaptateur aux Molières 2007. Entre 2002 et 2013, il traduit également six pièces de théâtre anglaises du dramaturge britannique Martin Crimp aux éditions de l'Arche, et est à nouveau nommé pour le Molière de l'adaptateur aux Molières 2009 pour la pièce La Ville. C'est à cette même époque qu'il s'essaie alors à la dramaturgie, en publiant en 2008 son unique pièce Lui.
Au début des années 2010, il échoue à monter un label de production à son nom, réunissant des artistes de divers domaines.
Il obtient le prix Interallié 2012 pour son livre « Oh… ».
En 2014 et 2015, le Musée du Louvre lui donne carte blanche pour l'exposition « Voyages - Philippe Djian ».
Philippe Djian aura attendu vingt-cinq ans pour qu'un de ses romans soit à nouveau adapté au cinéma, depuis les deux adaptations de 1986. Trois de ses ouvrages connaissent une adaptation, entre 2011 et 2016 : le film Impardonnables, adapté de son roman éponyme par André Téchiné en 2011, le film L'amour est un crime parfait, adapté d'Incidences par Arnaud et Jean-Marie Larrieu en 2013, et le film germano-français Elle de Paul Verhoeven, adapté de « Oh… », avec Isabelle Huppert, sorti en mai 2016.

## Œuvres

### Romans
- Bleu comme l'enfer : roman, Paris, B.F.B., 1982, 346 p. (ISBN 2-86552-010-2) adapté au cinéma en 1986 par Yves Boisset
- Zone érogène, Paris, Bernard Barrault, 1984, 298 p. (ISBN 2-7360-0009-9)
- 37°2 le matin, Paris, Bernard Barrault, 1985, 364 p. (ISBN 2-7360-0022-6) adapté au cinéma en 1986 par Jean-Jacques Beineix rebaptisé Betty Blue par les traducteurs anglais et allemand
- Maudit manège  (trad. de l'anglais), Paris, Bernard Barrault, 1986, 522 p. (ISBN 2-7360-0046-3)
- Échine, Paris, Bernard Barrault, 1988, 408 p. (ISBN 2-7360-0077-3)
- Lent dehors, Paris, Bernard Barrault, 1991, 366 p. (ISBN 2-7360-0134-6)
- Sotos, Paris, Gallimard, 1993 (ISBN 2-07-072920-6)
- Assassins, Paris, Gallimard, 1994, 245 p. (ISBN 2-07-073424-2) - premier volet d'une trilogie[18]
- Criminels : roman, Paris, Gallimard, 1997, 241 p. (ISBN 2-07-073922-8) - deuxième volet de la trilogie[18]
- Sainte-Bob, Paris, Gallimard, 1998 (ISBN 2-07-074563-5) - dernier volet de la trilogie[18]
- Vers chez les blancs : roman, Paris, Gallimard, 2000, 374 p. (ISBN 2-07-075462-6)
- Ça, c'est un baiser : roman, Paris, Gallimard, 2002, 383 p. (ISBN 2-07-076012-X)
- Frictions : roman, Paris, Gallimard, 2003, 168 p. (ISBN 2-07-076822-8)
- Impuretés, Paris, Gallimard, 2005, 347 p. (ISBN 2-07-076717-5)
- Doggy Bag
  - Doggy Bag : Saison 1, Paris, Julliard, 2005, 267 p. (ISBN 2-260-01601-4)
  - Doggy Bag : Saison 2, Paris, Julliard, 2006, 298 p. (ISBN 2-260-01663-4)
  - Doggy Bag : Saison 3, Paris, Julliard, 2006, 248 p. (ISBN 978-2-260-01675-5)
  - Doggy Bag : Saison 4, Paris, Julliard, 2007, 248 p. (ISBN 978-2-260-01676-2) prix La Coupole 2007
  - Doggy Bag : Saison 5, Paris, Julliard, 2007 (ISBN 978-2-260-01713-4)
  - Doggy Bag : Saison 6, Paris, Julliard, 2008, 262 p. (ISBN 978-2-260-01714-1) disponibles chacun en réédition Pocket disponibles en 2 tomes (Saisons 1, 2, 3  (ISBN 978-2-266-16543-3) et Saisons 4, 5, 6  (ISBN 978-2-266-18228-7)) chez Pocket
  - Doggy Bag : l'intégrale, Paris, Julliard, 2010, 888 p. (ISBN 978-2-260-01883-4) les 6 Saisons en un volume
- Impardonnables, Paris, Gallimard, coll. « Blanche », 2009, 232 p. (ISBN 978-2-07-077462-3) Prix Jean-Freustié[19] adapté au cinéma en 2011 par André Téchiné
- Incidences, Paris, Gallimard, coll. « Blanche », 2010, 232 p. (ISBN 978-2-07-012212-7) adapté au cinéma en 2013 par les frères Larrieu sous le titre L'amour est un crime parfait
- Vengeances, Paris, Gallimard, coll. « Blanche », 2011, 192 p. (ISBN 978-2-07-013479-3)
- « Oh… », Paris, Gallimard, coll. « Blanche », 2012, 236 p. (ISBN 978-2-07-012214-1) Prix Interallié adapté au cinéma en 2016 par Paul Verhoeven sous le titre Elle
- Love song, Paris, Gallimard, coll. « Blanche », 2013, 235 p. (ISBN 978-2-07-012215-8)
- Chéri-Chéri, Paris, Gallimard, coll. « Blanche », 2014 (ISBN 978-2-07-014318-4)
- Dispersez-vous, ralliez-vous !, Paris, Gallimard, coll. « Blanche », 2016, 197 p. (ISBN 978-2-07-014320-7)
- Marlène, Paris, Gallimard, coll. « Blanche », 2017, 211 p. (ISBN 978-2-07-014319-1)
- À l'aube, Paris, Gallimard, coll. « Blanche », 2018, 189 p. (ISBN 978-2-07-014321-4)
- Les Inéquitables, Paris, Gallimard, coll. « Blanche », 2019, 165 p. (ISBN 978-2-07-014322-1 et 2-243-00754-1)
- 2030, Paris, Flammarion, 2020, 224 p.  (ISBN 9782081473317)
- Double Nelson, Paris, Flammarion, 2021, 240 p.  (ISBN 9782081473324)
- Sans compter, Paris, Flammarion, 2023, 256 p.  (ISBN 9782080256461)
- Faites vos jeux, Paris, Julliard, 2024, 240 p.  (ISBN 9782260055433)[20]

### Récit
- Ardoise, Paris, Julliard, 2001, 127 p. (ISBN 2-260-01525-5) Ouvrage consacré, selon ses dires, aux « dix premiers [écrivains] qui ont bouleversé [s]a vie et [l]'ont amené à la littérature[4]. » : J. D. Salinger, Louis-Ferdinand Céline,  Blaise Cendrars, Jack Kerouac, Herman Melville, Henry Miller, William Faulkner, Ernest Hemingway, Raymond Carver et Richard Brautigan.

### Théâtre
- Lui, Paris, l'Arche, coll. « Scène ouverte », 2008, 91 p. (ISBN 978-2-85181-669-6)

### Nouvelles
Recueils de nouvelles
- 50 contre 1 : histoires, Paris, B.F.B., 1981, 218 p. (ISBN 2-86552-005-6)
- Crocodiles, Paris, Bernard Barrault, 1989, 147 p. (ISBN 2-7360-0102-8)

Nouvelles
- Lorsque Lou  (ill. Miles Hyman), Paris, Gallimard/Futuropolis, 1992, 46 p. (ISBN 2-7376-2755-9)paru durant l'été 1992 dans Le Nouvel Observateur sous le titre Sarah et les ours (ill. Alain Vaës), réédité en 2008
- Philippe Djian, Gilles Vidal et Daniel Pasquereau, Contes de Noël, Paris, Méréal, 1996 (ISBN 2-909310-35-3)
- Bram Van Velde & Philippe Djian : XXe siècle, Charenton, Flohic, coll. « Musées secrets », 1993, 80 p. (ISBN 2-908958-58-9) réédité sous le titre Il dit que c'est difficile, Paris, Flohic, 1995
- Mise en bouche, Paris, Gallimard, coll. « Folio », 2008, 79 p. (ISBN 978-2-07-035636-2) originellement supplément du magazine Les Inrockuptibles, 2003
- La fin du monde : reloaded  (préf. Marie Darrieussecq, ill. Horst Haack), Paris, Alternatives, coll. « Tango », 2010, 61 p. (ISBN 978-2-86227-637-3)
- Un écrivain à Shanghai, Revue Long Cours no 5, été 2013
- La Crème de la crème, Montrouge, Mondadori magazines France, coll. « Fictions été 2015 », 2015 (ISBN 978-2-35590-330-4) exemplaire vendu avec le magazine Grazia du 7 août 2015

### Bandes dessinées (adaptées de son œuvre)
- Mise en bouche, Futuropolis, Paris, 2008
Scénario : Philippe Djian (récit) - Dessin : Jean-Philippe Peyraud - Couleurs : Laurence Croix -  (ISBN 978-2-7548-0111-9)
- Lui, Futuropolis, Paris, 2010
Scénario : Philippe Djian (pièce) - Dessin et couleurs : Jean-Philippe Peyraud -  (ISBN 978-2-7548-0249-9)

### Entretiens
- Jean-Louis Ezine et Philippe Djian, Entre nous soit dit : conversations avec Jean-Louis Ezine, Paris, Plon, 1995, 189 p. (ISBN 2-259-18105-8).
- Catherine Moreau et Philippe Djian, Au plus près, La Calonne, la Passe du Vent, 1999, 79 p. (ISBN 2-84562-000-4).
- Catherine Flohic et Philippe Djian, Philippe Djian revisité, Paris, Les Flohic, 2000 (ISBN 2-84234-079-5).
- Nicolas Bézard et Philippe Djian, Philippe Djian, l'incendiaire, Médiapop éditions, 2024, 112 p.  (ISBN 9782491436858)

### Parolier

#### De Stephan Eicher

##### Liste des chansons
Philippe Djian est le parolier depuis 1989 de nombreuses chansons de Stephan Eicher, sur une musique composée par le chanteur, sur les albums :
- My Place (1989) : les chansons Rien à voir - Me taire - Bon pour moi - Sois patiente avec moi
- Engelberg (1991) : Déjeuner en paix - Pas d'ami (Comme toi) - Tu ne me dois rien - Djian's waltz
- Carcassonne (1993) : Des hauts des bas - Ni remords ni regrets - La nuit debout - Manteau de gloire - Rivière - Baiser orageux - Durant un long moment
- 1000 vies (1996) : Dis moi où - 1000 vies - Elle mal étreint - Traces - 71/200 - Prière du matin - Oh ironie
- Louanges (1999) : Ce peu d'amour - Démon - Sans vouloir te commander - Si douces - Louanges - La fin du monde - Venez danser - Le même nez
- compilation Hotel* S : Stephan Eicher's Favourites (2001) : titre bonus Elle vient me voir, en plus des titres de la compilation.
- Taxi Europa (2003) : On nous a donné - Mon ami (Guarda & Passa) - Cendrillon après minuit - Tant & Tant - Taxi Europa - La voisine - Avec toi - Rien n'est si bon
- Eldorado (2007) : Confettis - Voyage - Solitaires - Pas déplu - Eldorado
- L'Envolée (2012) : Donne-moi une seconde - Dans ton dos - Tous les bars - Envolées - La Relève - Elle me dit (en duo avec Philippe Djian) - L'Exception

##### Participation
Philippe Djian intervervient dans l'album de compilation Hotel* S : Stephan Eicher's Favourites (2001) pour une lecture de Durant un long moment (écrit pour l'album Carcassonne de 1993) et dans l'album L'Envolée (2012) pour un duo sur le titre Elle me dit.

##### Concerts littéraires
En 2007, Philippe Djian demande à Stephan Eicher de l'accompagner sur scène pour un festival littéraire à Toulouse, ils réitèrent l'expérience en 2009 lors du festival littéraire « Paris en toutes lettres », puis, en septembre 2010, ils commencent tous deux une série de concerts littéraires, jusqu'en 2011. Depuis, ils montent régulièrement sur scène durant divers festivals littéraires.

#### Autre
Parolier de la chanson Ne reviens pas pour Johnny Hallyday (sur une musique de Stephan Eicher), sur l'album À la vie, à la mort, sorti en 2002.

### Préfaces
- David Angevin (recueil de chroniques), Le maillot à pois du meilleur grimpeur, Paris, L'Incertain, coll. « Franc-Parler », 1993, 119 p. (ISBN 2-906843-31-8)
- Thierry Séchan, À la recherche de Richard Brautigan, Bordeaux, Le Castor astral, 2003 (ISBN 2-85920-523-3 et 2-85920-523-3)
- Claude Lazar et Francis Parent (interview), Claude Lazar, Paris, Art inprogress, 2006, 239 p. (ISBN 2-35108-018-1)
- Raymond Carver (trad. de l'anglais par Jacqueline Huet et Jean-Pierre Carasso), Débutants : nouvelles [« Beginners »], Paris, Points, coll. « Points Signatures », 2013, 369 p. (ISBN 978-2-7578-3217-2)

### Traductions
- Martin Crimp (trad. de l'anglais), La campagne [« The Country »], Paris, L'Arche, coll. « Scène ouverte », 2002, 86 p. (ISBN 2-85181-526-1)
- Martin Crimp (trad. de l'anglais), Tendre et cruel [« Cruel and Tender »], Paris, L'Arche, coll. « Scène ouverte », 2004 (ISBN 2-85181-577-6)
- Harold Pinter (trad. de l'anglais, nouvelle traduction), Le Gardien [« The Caretaker »], Paris, Gallimard, coll. « Du monde entier », 2006, 92 p. (ISBN 2-07-078074-0)
- Martin Crimp (trad. de l'anglais, édition bilingue), Into the Little Hill, Paris, L'Arche, 2006 (ISBN 2-85181-638-1)
- Martin Crimp (trad. de l'anglais), La ville [« The City »], Paris, L'Arche, coll. « Scène ouverte », 2008, 89 p. (ISBN 978-2-85181-670-2)
- Harold Pinter (trad. de l'anglais, nouvelle traduction), Le Retour [« The Homecoming »], Paris, Gallimard, coll. « Du monde entier », 2012 (1re éd. 1964), 89 p. (ISBN 978-2-07-013693-3)
- Martin Crimp (trad. de l'anglais), La pièce : et autres morceaux [« The Play »], Paris, L'Arche, 2012, 87 p. (ISBN 978-2-85181-745-7)
- Martin Crimp (trad. de l'anglais), Dans la république du bonheur [« In the Republic of Happiness »], Paris, L'Arche, coll. « Scène ouverte », 2013, 92 p. (ISBN 978-2-85181-782-2)
- Martin Crimp (trad. de l'anglais), Le reste vous le connaissez par le cinéma [« The Rest will be Familiar to You from the Cinema »], Paris, L'Arche, coll. « Scène ouverte », 2015, 95 p. (ISBN 978-2-85181-860-7)

## Récompenses et distinctions
- Prix La Coupole 2007 pour Doggy Bag, saison 4
- Nommé pour le Molière de l'adaptateur aux Molières 2007 pour Le Gardien de Harold Pinter
- Nommé pour le Molière de l'adaptateur aux Molières 2009 pour La Ville de Martin Crimp
- Prix Jean-Freustié[19] 2009 pour Impardonnables
- Prix Interallié 2012 pour « Oh… »

## Participations événementielles
- 2002 : Président du jury du Prix du Livre Inter
- 2006 : Juré du Festival du cinéma américain de Deauville
- 2013 : Invité d'honneur du Festival international des scénaristes de Valence
- 2015 : Invité d'honneur du Festival international du livre d'art et du film (FILAF)
- 2014-2015 : Création de l'exposition « Voyages - Philippe Djian » au Musée du Louvre[17]

## Filmographie

### Comme scénariste
- 2004 : Ne fais pas ça !, film germano-film français réalisé par Luc Bondy, scénario original de Djian et Bondy
- 2013 : Krokodil, téléfilm allemand réalisé par Urs Egger (en), adaptation de la nouvelle Crocodiles par Djian et Karl-Heinz Käfer

### Adaptations de ses romans au cinéma
- 1986 : Bleu comme l'enfer, film français réalisé par Yves Boisset, adaptation du roman éponyme
- 1986 : 37°2 le matin, film français réalisé par Jean-Jacques Beineix, adaptation du roman éponyme
- 2011 : Impardonnables, film français réalisé par André Téchiné, adaptation du roman éponyme
- 2013 : L'amour est un crime parfait, film franco-suisse réalisé par Arnaud et Jean-Marie Larrieu, adaptation du roman Incidences
- 2016 : Elle, film germano-français réalisé par Paul Verhoeven, adaptation du roman « Oh… »

### Documentaire
- Kate Barry, Balade avec Djian, de la série documentaire « Empreintes », France 5, 2012 — « Djian se raconte », sur SudOuest.fr, 9 mars 2012 (consulté le 26 mars 2022)